# Finale della Coppa CERS 2008-2009
La finale della 29ª edizione della Coppa CERS si è disputata il 19 aprile 2009 presso il Pavelló Municipal d'Esports di Lloret de Mar, in Spagna, tra gli spagnoli del Lloret e i connazionali del Mataró.
Essa è stata vinta dal Mataró, al primo successo nella competizione, dopo i tempi supplementari con il risultato di 2 a 1. 

## Le squadre
| Squadre | Partecipazioni precedenti (il grassetto indica la vittoria) |
| ------- | ----------------------------------------------------------- |
| Lloret  | Nessuna                                                     |
| Mataró  | Nessuna                                                     |

## Tabellino
| Lloret de Mar 19 aprile 2009 | Lloret | 1 – 2 (d.t.s.) | Mataró | Pavelló Municipal d'Esports |